# Ommata lateralis
Ommata lateralis là một loài bọ cánh cứng trong họ Cerambycidae.